# Carlo Lizzani
Carlo Lizzani ([Mare Cavaler], [Mare Ofițer]) (n. 3 aprilie 1922, Roma, Regatul Italiei – d. 5 octombrie 2013, Roma, Italia) a fost un regizor de film, scenarist și actor italian. A regizat filme ca Atențiune! Bandiți! (1951), Cronica amanților săraci (1954), Procesul de la Verona (1963), Răzbunătorul (1967) sau Fontamara (1980).

## Biografie
Lizzani a început ca un critic de film pentru periodice precum Cinema și Bianco e Nero și a lucrat ca eseist și autor. 
În 1946, și-a început activitatea cinematografică cu scenariul și un rol în Il sole sorge ancora regizat de Aldo Vergano.
A scris scenariul unor filme ca Germania anno zero de Roberto Rossellini, Il mulino del Po de Alberto Lattuada (ambele 1948) sau Orez amar (1950) de Giuseppe De Santis, pentru ultimul a fost nominalizat și la Premiul Oscar pentru cea mai bună poveste originală. 
Primul său film ca regizor a fost drama de război Atențiune! Bandiți! (1951). Apoi a realizat filme de diverse genuri, dar în principal filme de crimă, aproape toate de succes și cu dispozitive narative remarcabile și fiecare abordând probleme actuale din societatea sau istoria italiană - crime, bande organizate⁠(d), violență juvenilă⁠(d), prostituție, terorism.
În anii 1980 a lucrat intens pentru Televiziunea Italiană. În 1994 a fost membru al juriului la Festivalul Internațional de Film de la Berlin.
Filmul său Celuloide (1996) a fost descris ca o lucrare târzie remarcabilă. Este vorba de filmul Roma, oraș deschis. În 1999 a realizat un documentar despre viața și opera regizorului Luchino Visconti.
La 5 octombrie 2013, el s-a sinucis sărind în gol⁠(d) din apartamentul său din centrul Romei.

## Filmografie

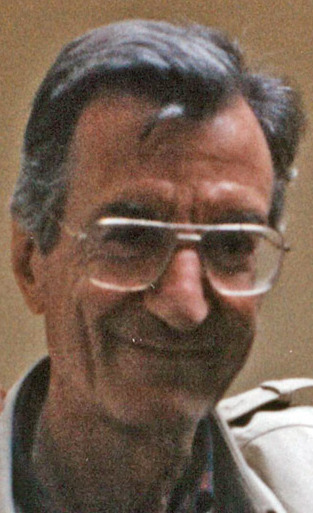
Carlo Lizzani în 1996

### Ca regizor
- Atențiune! Bandiți! (1951)
- Ai margini della metropoli (1953)
- Cronica amanților săraci (1954)
- Lo svitato (1956)
- Zidul chinezesc (1958)
- Esterina (1959)
- Cocoșatul (1960)
- Il carabiniere a cavallo (1961)
- Aurul Romei (1961)
- Procesul de la Verona (1963)
- Viață amară (1964)
- La Celestina P... R... (1965)
- Războiul secret (1965)
- Ridică-te și ucide (1966)
- Un fiume di dollari (1966)
- Răzbunătorul (1967)
- Bandiții la Milano (1968)
- Iubita lui Gramigna (1969)
- Barbagia (La società del malessere) (1969)
- Protipendadă romană (1971)
- Torino negru (1972)
- Crazy Joe (1974)
- Ultimul act (1974)
- Storie di vita e malavita (1975)
- San Babila ore 20: un delitto inutile (1976)
- Kleinhoff Hotel (1977)
- Fontamara (1980)
- Casa cu tapet galben (1983)
- Mamma Ebe (1985)
- Assicurazione sulla morte (1987)
- Caro Gorbaciov (1988)
- Captiva (1991)
- Il caso Dozier (1993)
- Celluloide (1996)
- Doamna din tren (1999)
- Maria José - L'ultima regina (2002)
- Le cinque giornate di Milano (2004)
- Hotel Meina (2007)